# Spółgłoska szczelinowa podniebienna bezdźwięczna
Spółgłoska szczelinowa podniebienna bezdźwięczna – rodzaj dźwięku spółgłoskowego występujący w językach naturalnych. W międzynarodowej transkrypcji fonetycznej IPA oznaczana jest symbolem: [ç].

## Artykulacja
W czasie artykulacji podstawowego wariantu [ç]:
- modulowany jest prąd powietrza wydychanego z płuc, czyli jest to spółgłoska płucna egresywna
- tylna część podniebienia miękkiego zamyka dostęp do jamy nosowej, powietrze uchodzi przez jamę ustną (spółgłoska ustna)
- prąd powietrza w jamie ustnej przepływa ponad całym językiem lub przynajmniej uchodzi wzdłuż środkowej linii języka (spółgłoska środkowa)
- środkowa część języka zbliża się podniebienia – jest to spółgłoska podniebienna tworząc szczelinę.
- więzadła głosowe nie drgają – jest to spółgłoska bezdźwięczna

### Warianty
Dodatkowym elementem artykulacji może być:
- napięcie mięśni gardła – mówimy o spółgłosce faryngalizowanej [çˁ]
- zaokrąglenie warg, mówimy wtedy o spółgłosce labializowanej [çʷ]

## Przykłady
- w języku irlandzkim: a Sheáin [ə çaːnʲ]
- w języku japońskim: 貧血 / hinketsu [çiŋkeʦɯ]
- w języku niemieckim: dicht [dɪçt]
- w języku norweskim: kyss [çʏs]
- w języku nowogreckim: χιόνι [ˈço̞ni]

Miękki odpowiednik spółgłoski /x/ jest często oznaczany, dla łatwiejszego odróżnienia, symbolem ⟨ç⟩, jednak nie jest on podniebienny, a prewelarny, dlatego w wąskiej transkrypcji dokładniejszym zapisem jest ⟨x̟⟩ lub ⟨xʲ⟩. Podobna konwencja stosowana jest w przypadku prewelarnych spółgłosek zwartych, zapisywanych jako ⟨c⟩ i ⟨ɟ⟩.